# Лизандье, Поль
Поль Лизандье (фр. Paul Lizandier; 2 декабря 1884 — ?) — французский легкоатлет, бронзовый призёр летних Олимпийских игр 1908.
На Играх 1908 в Лондоне Лизандье участвовал в двух дисциплинах. Вместе со своей командной он занял третье место в командной гонке на 3 мили, а также занял четвёртую позицию в полуфинале забега на 5 миль.